# Сара Шестрем
Сара Фредрика Шестрем (швед. Sarah Fredrika Sjöström; Ренинге, 17. август 1993) шведска је пливачица чија ужа специјалност су спринтерске трке делфин и слободним стилом. Вишеструка је светска рекордерка у неколико дисциплина у великим и малим базенима, олимпијска победница из Рија 2016. и прва Швеђанка која је освојила олимпијско злато у пливању у историји. Вишеструка је светска и европска првакиња у пливању у великим и малим базенима.
Са укупно 17 освојених медаља на светским првенствима у великим базенима, од чега 8 златних (закључно са СП 2019), најуспешнија је жена у историји светских првенстава. Два пута је проглашавана за најбољег спортисту Шведске у избору магазина Svenska Dagbladet, специјализовани пливачки магазин Swimming World је Шестремову три пута проглашавао за најбољег пливача Европе (2015, 2017. и 2018) и једном за најбољу пливачицу света (2017. године), а 2017. и 2019. је проглашена и за најбољу пливачицу света по избору ФИНА-е.

## Спортска каријера
Шестремова је интензивније почела да тренира пливање као деветогодишња девојчица, након што се са родитељима преселила из Стокхолма у оближњи градић Хенинге. Тренер Томас Јансон ју је приметио на националном јуниорском првенству где је остварила неколико одличних резултата, те ју је као јуниорку прекомандовао у сениорски састав репрезентације Шведске. Први велики успех у међународној каријери постигла је као јуниорка, на Олимпијском фестивалу младих у Београду 2007, где је освојила три медаље, по једно злато (100 слободно), сребро (100 делфин) и бронзу (4×100 слободно).
За сениорску репрезентацију Шведске успешно је дебитовала као 14-годишња тинејџерка на европском првенству у Ајндховену 2008. године. У финалу трке на 100 делфин испливала је време од 58,44 секунди, оставивши иза себе за 0,06 секунди тада једну од најбољих светских пливачица Инге Декер из Холандије. У полуфиналу исте дисциплине које је пливано дан раније, Шестремова је испливала трку за 58,38 секунди, поправивши тако шведски рекорд у тој дисциплини за 0,33 секунде у односу на дотадашњи рекорд Ане Карин Камерлинг (58,71 секунда). Сара је на тај начин постала најмлађим спортистом у историји шведског пливања који је освојио златну медаљу на неком од европских или светских првенстава. На истом првенству је пливала и леђну деоницу штафете 4×100 мешовито која је дисквалификована у финалу због погрешне измене, односно у штафети 4×100 слободно која је освојила бронзану медаљу.
У августу исте године Шестремова је дебитовала на Олимпијским играма у Пекингу где је најбољи резултат постигла у штафети 4×100 мешовито која је дисквалификована у финалу због погрешне измене у последњој рунди. Иако у појединачној конкуренцији није успела да се квалификује у полуфинала, Сара је у Пекингу испливала нови национални рекорд у трци на 100 леђно. Годину у којој је дебитовала као сениорка, Шестремова је завршила учешћем на европском првенству у малим базенима у Ријеци, са освојеном сребрном медаљом у трци штафета на 4×50 слободно. Одлични резултати које је остварила током 2008. донели су јој признање за најбољег дебитанта године у Шведској, на церемонији Svenska idrottsgalan 2009 одржаној 19. јануара 2009. у стокхолмском Глобену.

### 2009—2012.
На свом дебију на светским првенствима, у Риму 2009, у трци на 100 делфин, у два наврата је постављала нови светски рекорд, прво је у полуфиналу испливала време од 56,44 секунди, а потом у финалу 56,06 секунди, „поправивши” тако ранији светски рекорд Инге де Брејн из Сиднеја 2000. за више од пола секунде.
На европском првенству у Будимпешти 2010. са успехом је одбранила златну медаљу у трци на 100 делфин, којој је додала још по једно сребро и бронзу освојене у штафетним тркама.
Током 2011. остварила је неколико запаженијих резултата на пливачким митинзима, али није успела да освоји медаљу на светском првенству у Шангају, пошто је у финалу трке на 100 делфин заузела четврто место са резултатом од 57,38 секунди.
Олимпијска 2012. година је започела веома успешно за Шестремову, потшо је на европском првенству у Дебрецину освојила две златне медаље у тркама на 50 делфин и 100 слободно. Иако је на Олимпијске игре у Лондон отпутовала као један од највећих фаворита за медаље, Шестремова је остварила неочекивано лоше резултате, а у чак три од четири трке, колико је пливала у појединачној конкуренцији, је елиминисана у полуфиналима (50, 100 и 200 слободно), док је у својој примарној дисциплини на 100 делфин заузела четврто место са временом од 57,17 секунди.

### 2013—2015.
У лето 2013. Сара се враћа у сам светски врх освајањем златне медаље у трци на 100 делфин, на светском првенству у Барселони. Након финалне трке у интервју за Шведску националну телевизију изјавила је да „то злато сматра својим највећим успехом у каријери због чега је по први пут у животу заплакала од среће”. На истом првенству је освојила и сребро у трци на 100 слободно, односно три четврта места на 50 и 200 слободно и у штафети 4×100 слободно. Годину је окончала освајањем чак шест медаља, од чега две златне, на еврпском првенству у малим базенима у данском Хернингу.
У јулу 2014, на пливачком митигу у Боросу, Сара је испливала нови светски рекорд у трци на 50 делфин, а време њеног ссветског рекорда од 24,43 секунди било је за чак 0,64 секунде боље од претходног рекорда Марлен Велдхејс из 2009 (25,33 с). Толика разлика остварена између два светска рекорда, често се пореди са сензационалним рекордом Боба Бимона у скоку удаљ постигнутом на ЛОИ 1968. у Мексику, који је тада за чак 55 цм надмашио до тада важећи светски рекорд у тој дисциплини.
Нешто касније истог лета, на европском првенству у Берлину освојила је три златне (50 делфин, 100 слободно и 4×100 слободно) и четири сребрне медаље (50 слободно, 100 делфин, 4×100 мешовито и 4×200 слободно).
Серију освајања медаља на великим такмичењима наставила је и на светском првенству у Казању 2015. где је освојила укупно пет медаља (по два злата и сребра и једну бронзу). Шетсремова је свој наступ у Казању започела светским рекордом у трци на 100 делфин, прво је у полуфиналу пливала 55,74 секунди, а потом у финалу 55,64 секунди, освојивши треће узастопно злато у тој дисциплини на светским првенствима. Пар дана касније у финалу трке на 100 слободно осваја сребрну медаљу, заоставши 0,18 секунди иза првопласиране Бронте Кемпбел из Аустралије. Дан касније у финалу трке на 50 делфин осваја златну медаљу, своју трећу на првенству, поставши тако првом Швеђанком која је на једном светском првенству освојила две златне медаље. Последњег дана првенства је увећала своју колекцију медаља за бронзу у трци на 50 слободно и сребро на 4×100 мешовито.
Годину 2015. је Шестремова окончала признањем за „Најбољег пливача Европе” у избору специјализованог пливачког магазина Swimming World, а нешто раније су јој додељена и национална  признања Svenska Dagbladet и Victoriapriset.

### Рио 2016.
Наступ на ЛОИ 2016. био је њен трећи узастопни на Олимпијским играма. Већ у полуфиналу трке на 100 делфин Сара је испливала време новог олимпијског рекорда у тој дисциплини (55,84 с), а у финалу које је одржано дан касније са убедљивом предношћу 
изнад другопласиране Пени Олексијак, осваја златну медаљу, своју прву олимпијску медаљу у каријери, испливавши време новог светског рекорда (55,48 с). У наредним данима освојила је и сребро у трци на 200 слободно са временом новог националног рекорда од 1:54,08 минута (0,35 секунди спорије од победнице Кејти Ледеки), односно бронзу на 100 слободно. На тај начин је Сара Шетсрем постала тек четвртим шведским спортистом у историји са три освојене олимпијске медаље, односно тек другом женом и укупно петим спортистом у пливачкој олимпијској историји са освојеним медаљама у тркама на 100 и 200 слободно и 100 делфин на једним Играма или на Светским првенствима. Пре ње то су успели само Марк Спиц (ЛОИ 1972), Корнелија Ендер (СП 1975. и ЛОИ 1976), Мет Бјонди (СП 1986. и ЛОИ 1988) и Мајкл Клим (СП 1998).

### 2017—2020.
Годину 2017. је започела серијом одличних резултата на митинзима по Европи који су јој послужили као припрема за наступ на предстојећем светском порвенству.
На светском првенству у Будимпешти 2017. остварила је невероватан рекорд, пошто је у све четири појединачне трке у којима је учествовала убедљиво победила, како у квалификацијама, тако и у полуфиналима, освојивши на крају три златне (50 слободно уз нови светски рекорд 23,67 с, 50 делфин и 100 делфин) и једну сребрну медаљу (100 слободно). Годину је окончала са освојене три златне и 3 сребрне медаље на европском првенству у малим базенима у Копенхагену.
На европском првенству у Глазгову 2018. освојила је 4 златне медаље у појединачним тркама на 50 и 100 слободно и 50 и 100 делфин, поставши тако првим шведским пливачем коме је то пошло за руком.
Са пет освојених медаља на светском првенству у Квангџуу 2019, Шетсремова је била најубедљивија такмичарка по броју освојених медаља у појединачним дисциплинама на том првенству. Једино злато је освојила у трци на 50 делфин, што је било њено треће узастопно злато у овој дисциплини на светским првенствима. На крају првенства је проглашена за најбољу такмичарку првенства.